# Trolltunga
Trolltunga, la llengua del trol en noruec, és una roca que sobresurt horitzontalment fora de la muntanya a Skjeggedal, població que pertany al terme municipal d'Odda (Noruega). Està a una altitud de 1.100 metres sobre el nivell del mar i a 700 metres sobre del llac Ringedalsvatnet. L'excursió per arribar-hi comença a Skjeggegal on hi ha el funicular Mågelibanen però que actualment no està en servei. L'alternativa per salvar aquest primer tram és agafar el camí marcat amb una T o pujar les escales del funicular, que tot i que està prohibit és comú fer-ho. En total són més de 10 quilòmetres amb una durada d'unes 4-5 hores. A pocs minuts del Trolltunga hi ha el refugi anomenat Reinaskorsbu, propietat de l'Associació Noruega d'Excursionisme (DNT), amb 6 llits. Degut a la neu, l'excursió al Trolltunga només es pot fer de juny a octubre.